# Hallungen
Hallungen è un comune di 184 abitanti della Turingia, in Germania.
Appartiene al circondario (Landkreis) del Wartburgkreis (targa WAK) ed è parte della comunità amministrativa (Verwaltungsgemeinschaft) di Hainich-Werratal.